# Modo de audición interactivo
El modo de audición interactivo es uno de los tres modos de audición establecidos por Denis Smalley para describir el proceso de la percepción sonora. Los modos de audición de Smalley describen este proceso en función de la atención, pero teniendo en cuenta, al mismo tiempo, si la audición se centraba en el sujeto, o, por el contrario, en el objeto.
El modo auditivo interactivo requiere, por parte del sujeto, una atención activa (esfuerzo y voluntad). Se corresponde con los modos "entender" y "comprender" de Schaeffer.
- Datos: Q6020362